# Ari Mannio
Ari Mannio (ur. 23 lipca 1987 w Lehtimäki) – fiński lekkoatleta specjalizujący się w rzucie oszczepem.
W 2004 roku uplasował się na szóstej pozycji w mistrzostwach świata juniorów. Dwa lata później, w Pekinie, podczas imprezy tej samej rangi zdobył srebrny medal uzyskując wynik 77,26. Brązowy medalista mistrzostw Europy juniorów (2005). W sezonie 2007 był czwarty na czempionacie Starego Kontynentu młodzieżowców oraz zdobył srebro światowych igrzyskach wojska. Wygrał młodzieżowe mistrzostwa Europy w 2009 ustanawiając z wynikiem 84,57 rekord tej imprezy. W 2011 został złotym medalistą igrzysk wojskowych oraz odpadł w eliminacjach mistrzostw świata. Brązowy medalista mistrzostw Europy z Helsinek oraz finalista igrzysk olimpijskich w Londynie (2012). W 2015 zdobył swój drugi złoty medal igrzysk wojskowych. W 2016 odpadł w eliminacjach konkursu oszczepników podczas rozgrywanych w Amsterdamie mistrzostw Europy.
Pięciokrotny medalista Mistrzostw Finlandii (1 medal złoty - 2011, 2 srebrne - 2012, 2016 i 2 brązowe - 2006, 2014) oraz  reprezentant kraju w zimowym pucharze w rzutach lekkoatletycznych i drużynowym czempionacie Europy.
Rekord życiowy: 86,82 (7 czerwca 2015, Karis, Raseborg).

## Osiągnięcia
| Rok  | Impreza                                 | Miejsce        | Lokata            | Wynik |
| ---- | --------------------------------------- | -------------- | ----------------- | ----- |
| 2004 | Mistrzostwa świata juniorów             | Grosseto       | 6. miejsce        | 70,63 |
| 2005 | Mistrzostwa Europy juniorów             | Kowno          | 2. miejsce        | 72,47 |
| 2006 | Mistrzostwa świata juniorów             | Pekin          | 2. miejsce        | 77,26 |
| 2007 | Młodzieżowe mistrzostwa Europy          | Debreczyn      | 4. miejsce        | 76,04 |
| 2007 | Światowe igrzyska wojskowych            | Hajdarabad     | 2. miejsce        | 76,77 |
| 2008 | Zimowy puchar Europy w rzutach          | Split          | 2. miejsce        | 78,01 |
| 2009 | Młodzieżowe mistrzostwa Europy          | Kowno          | 1. miejsce        | 84,57 |
| 2010 | Superliga drużynowych mistrzostw Europy | Bergen         | 3. miejsce        | 81,71 |
| 2011 | I liga drużynowych mistrzostw Europy    | Izmir          | 1. miejsce        | 81,24 |
| 2011 | Światowe igrzyska wojskowych            | Rio de Janeiro | 1. miejsce        | 82,48 |
| 2011 | Mistrzostwa świata                      | Daegu          | el. – 14. miejsce | 80,27 |
| 2012 | Mistrzostwa Europy                      | Helsinki       | 3. miejsce        | 82,63 |
| 2012 | Igrzyska olimpijskie                    | Londyn         | 11. miejsce       | 78,60 |
| 2013 | I liga drużynowych mistrzostw Europy    | Dublin         | 4. miejsce        | 75,59 |
| 2015 | Mistrzostwa świata                      | Pekin          | el. – 14. miejsce | 80,19 |
| 2015 | Światowe igrzyska wojskowych            | Mungyeong      | 1. miejsce        | 79,78 |
| 2016 | Mistrzostwa Europy                      | Amsterdam      | el. – 19. miejsce | 78,55 |
| 2016 | Igrzyska olimpijskie                    | Rio de Janeiro | el. – 27. miejsce | 77,73 |